# Lista de deputados estaduais do Maranhão da 14.ª legislatura
Essa é uma lista de deputados estaduais do Maranhão eleitos para o período 1999-2003.

## Composição das bancadas
| Partido | Líder                    | Bancada | Posição      |
| ------- | ------------------------ | ------- | ------------ |
| PFL     | Maura Jorge              | 9 / 42  | Governo      |
| PSD     | Edmar Cutrim             | 7 / 42  | Governo      |
| PPB     | Aderson Lago             | 4 / 42  | Oposição     |
| PMDB    | Arnaldo Melo             | 4 / 42  | Governo      |
| PDT     | Julião Amin              | 3 / 42  | Oposição     |
| PL      | Nilson Garcia            | 3 / 42  | Governo      |
| PRTB    | Meiry Caica              | 2 / 42  | Governo      |
| PRP     | Joaquim Haickel          | 2 / 42  | Governo      |
| PTB     | Deoclides Macedo         | 1 / 42  | Governo      |
| PSDB    | Luzivete Botelho (Vete)  | 1 / 42  | Oposição     |
| PSC     | Sandra de Deus           | 1 / 42  | Governo      |
| PT      | Jomar Fernandes          | 1 / 42  | Oposição     |
| PMN     | Lourival Mendes          | 1 / 42  | Independente |
| PTdoB   | Antônio Pontes de Aguiar | 1 / 42  | Independente |
| PSB     | João Pavão Filho         | 1 / 42  | Oposição     |
| PST     | Hélio Soares             | 1 / 42  | Governo      |

## Deputados estaduais
| Número | Deputados estaduais eleitos | Partido | Votação | Percentual | Cidade onde nasceu        | Unidade federativa |
| 41266  | Manoel Ribeiro              | PSD     | 39.715  | 2,29%      | São Luís                  | Maranhão           |
| 25110  | Dr. Magno Bacelar Nunes     | PFL     | 34.656  | 2,00%      | Chapadinha                | Maranhão           |
| 25222  | Maura Jorge                 | PFL     | 27.255  | 1,57%      | Lago da Pedra             | Maranhão           |
| 25111  | Humberto Coutinho           | PFL     | 26.793  | 1,54%      | Pedreiras                 | Maranhão           |
| 25113  | Tata Milhomem               | PFL     | 25.977  | 1,50%      | Presidente Dutra          | Maranhão           |
| 41234  | Edmar Cutrim                | PSD     | 21.355  | 1,23%      | Matinha                   | Maranhão           |
| 15140  | Arnaldo Melo                | PMDB    | 20.896  | 1,20%      | Codó                      | Maranhão           |
| 41222  | Zé Raimundo                 | PSD     | 20.742  | 1,20%      | Pinheiro                  | Maranhão           |
| 25201  | Mercial Arruda              | PFL     | 20.321  | 1,17%      | Grajaú                    | Maranhão           |
| 25223  | Jorge Pavão                 | PFL     | 19.112  | 1,10%      | Santa Helena              | Maranhão           |
| 15141  | Stênio Rezende              | PMDB    | 18.518  | 1,07%      | Vitorino Freire           | Maranhão           |
| 25157  | Marly Abdalla               | PFL     | 18.157  | 1,05%      | Coroatá                   | Maranhão           |
| 25200  | Rigo Teles                  | PFL     | 18.061  | 1,04%      | São Domingos do Maranhão  | Maranhão           |
| 41210  | Janice Braide               | PSD     | 17.982  | 1,04%      | Bacabal                   | Maranhão           |
| 12111  | Julião Amin                 | PDT     | 16.671  | 0,96%      | São Luís                  | Maranhão           |
| 11114  | Zé Gerardo de Abreu         | PPB     | 16.579  | 0,96%      | Acaraú                    | Ceará              |
| 41127  | José Orlando Ferreira       | PSD     | 16.296  | 0,94%      | São Bernardo              | Maranhão           |
| 41202  | Antônio Bacelar Nunes       | PSD     | 16.164  | 0,93%      | Caxias                    | Maranhão           |
| 15121  | Jura Filho                  | PMDB    | 15.652  | 0,90%      | Bacabal                   | Maranhão           |
| 15678  | João Evangelista            | PMDB    | 14.597  | 0,84%      | São João Batista          | Maranhão           |
| 28123  | Caica Wchoa                 | PRTB    | 14.313  | 0,82%      | Boa Viagem                | Ceará              |
| 22230  | Nilson Garcia               | PL      | 14.046  | 0,81%      | Cururupu                  | Maranhão           |
| 14121  | Deoclides Macedo            | PTB     | 13.873  | 0,80%      | Porto Franco              | Maranhão           |
| 25101  | Júlio Monteles              | PFL     | 13.797  | 0,80%      | Anapurus                  | Maranhão           |
| 41236  | Camilo Figueiredo           | PSD     | 13.756  | 0,79%      | Codó                      | Maranhão           |
| 11147  | Pedro Alves                 | PPB     | 13.738  | 0,79%      | Bacabal                   | Maranhão           |
| 45145  | Vete Botelho                | PSDB    | 13.529  | 0,78%      | Riachão                   | Maranhão           |
| 11113  | João Macedo da Silva        | PPB     | 13.445  | 0,77%      | Lago do Junco             | Maranhão           |
| 44123  | Joaquim Haickel             | PRP     | 13.258  | 0,76%      | São Luís                  | Maranhão           |
| 20258  | Sandra de Deus              | PSC     | 13.119  | 0,76%      | Governador Eugênio Barros | Maranhão           |
| 22221  | Aparecida Furtado           | PL      | 12.948  | 0,75%      | São João dos Patos        | Maranhão           |
| 12122  | Soliney Silva               | PDT     | 12.761  | 0,74%      | São João do Piauí         | Piauí              |
| 12012  | Teresa Murad                | PDT     | 12.383  | 0,71%      | São Luís                  | Maranhão           |
| 13112  | Jomar Fernandes             | PT      | 11.324  | 0,65%      | São Luís                  | Maranhão           |
| 11122  | Aderson Lago                | PPB     | 11.291  | 0,65%      | São Luís                  | Maranhão           |
| 44111  | Malrinete Gralhada          | PRP     | 10.909  | 0,63%      | Bom Jardim                | Maranhão           |
| 33123  | Lourival Mendes             | PMN     | 10.454  | 0,60%      | São Luís                  | Maranhão           |
| 28170  | Jutinha Freitas             | PRTB    | 10.379  | 0,60%      | Barra do Corda            | Maranhão           |
| 70110  | Pontes de Aguiar            | PTdoB   | 10.256  | 0,59%      | Coreaú                    | Ceará              |
| 40140  | João Pavão Filho            | PSB     | 9.927   | 0,57%      | Santa Helena              | Maranhão           |
| 22220  | Rubens Pereira              | PL      | 9.526   | 0,55%      | Matões do Norte           | Maranhão           |
| 18200  | Hélio Soares                | PST     | 9.332   | 0,54%      | Turiaçu                   | Maranhão           |